# Minato Kuyakusho (métro de Nagoya)
Minato Kuyakusho (港区役所駅, Minato Kuyakusho-eki) est une station du métro de Nagoya sur la ligne Meikō dans l'arrondissement de Minato à Nagoya.

## Situation sur le réseau
La station Minato Kuyakusho est située au point kilométrique (PK) 4,6 de la ligne Meikō.

## Histoire
La station a été inaugurée le 29 mars 1971.

## Services aux voyageurs

### Accès et accueil
La station est ouverte tous les jours.

### Desserte

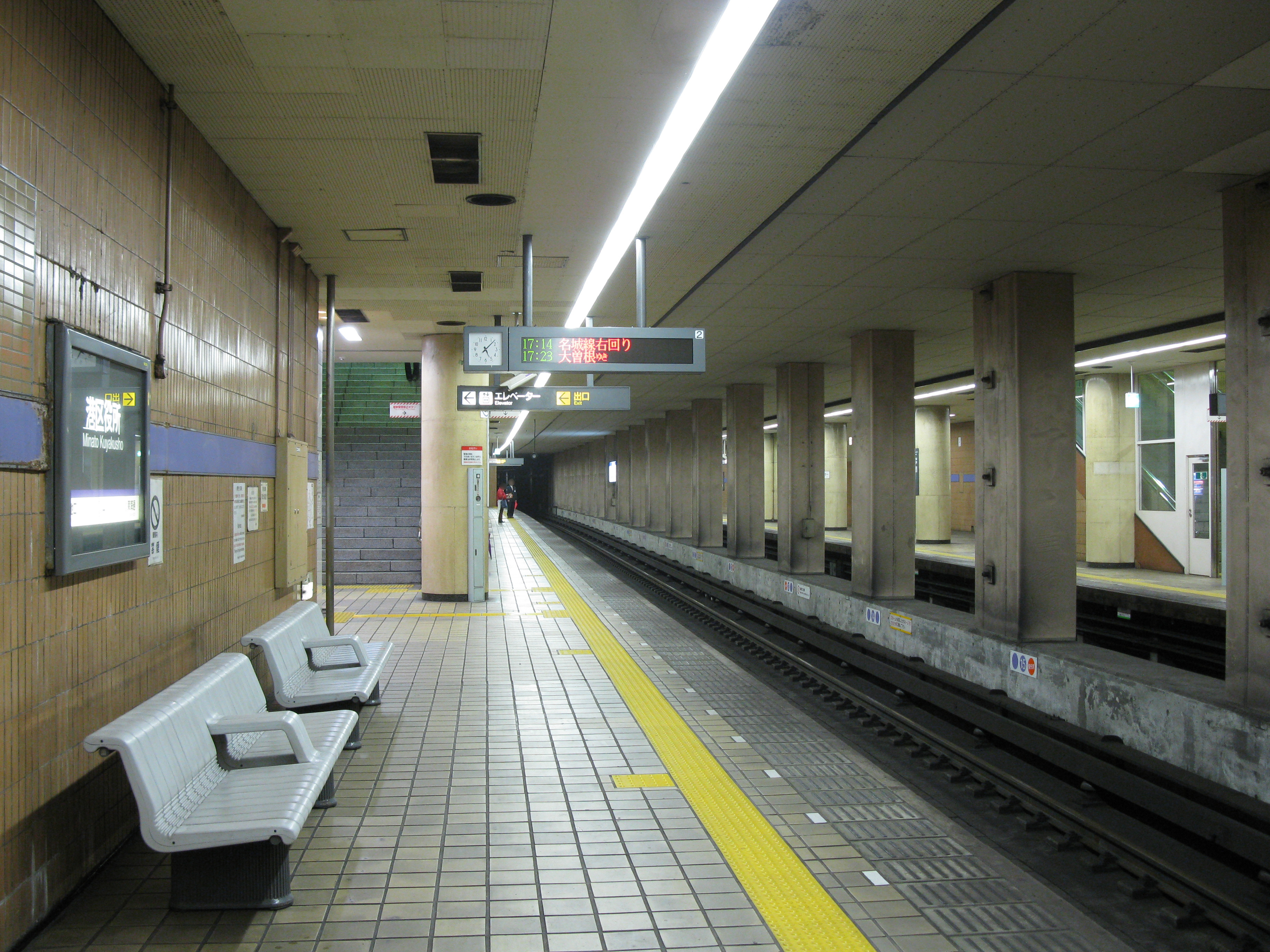
Vue des quais de la station.

- Ligne Meikō :
  - voie 1 : direction Nagoyakō
  - voie 2 : direction Kanayama